# Program Socrates
Socrates je bil izobraževalni program Evropske unije, ki je trajal med letoma 1995 in 2006.  
Delil se je na Socrates I (1995–1999) in Socrates II (2000–2006) ter na programe Comenius (primarno in srednješolsko izobraževanje), Erasmus (visoko šolstvo), Grundtvig (izobraževanje odraslih), Lingua (izobraževanje v evropskih jezikih) in Minerva (informacijska in komunikacijska tehnologija v izobraževanju).
Njegova naslednika sta programa Vseživljenjsko učenje (The Lifelong Learning Programme 2007–2013) in Erasmus+ (2014–2020 in 2021–2027).
Poleg Socratesa sta se izvajala programa Leonardo da Vinci (poklicno izobraževanje) in Mladina za Evropo (izvenšolske in neformalne dejavnosti mladih iz različnih držav).

## Sodelujoče države
Poleg držav EU so sodelovale Turčija, države kandidatke: Romunija, Bolgarija ter države EGP in EFTA: Islandija, Lihenštajn in Norveška.
Slovenija je v programih Socrates, Leonardo in Mladina za Evropo začela polnopravno sodelovati 1. maja 1999. Slovenski izvajalec Socratesa je bil CMEPIUS – Center za mobilnost in evropske programe izobraževanja in usposabljanja.